# Крют
Крют (фр. Kruth) — коммуна на северо-востоке Франции в регионе Гранд-Эст (бывший Эльзас — Шампань — Арденны — Лотарингия), департамент Верхний Рейн, округ Тан — Гебвиллер, кантон Серне. До марта 2015 года коммуна административно входила в состав упразднённого кантона Сент-Амарен (округ Тан).
Площадь коммуны — 22,06 км², население — 1018 человек (2006) с тенденцией к снижению: 962 человека (2012), плотность населения — 43,6 чел/км².

## Население
Численность населения коммуны в 2011 году составляла 984 человека, а в 2012 году — 962 человека.
| 1962 | 1968 | 1975 | 1982 | 1990 | 1999 | 2006 | 2007 | 2011 | 2012 |
| ---- | ---- | ---- | ---- | ---- | ---- | ---- | ---- | ---- | ---- |
| 1289 | 1094 | 1012 | 1002 | 976  | 1010 | 1018 | 1019 | 984  | 962  |

Динамика населения:

## Экономика
В 2010 году из 634 человек трудоспособного возраста (от 15 до 64 лет) 453 были экономически активными, 181 — неактивными (показатель активности 71,5 %, в 1999 году — 68,6 %). Из 453 активных трудоспособных жителей работали 411 человек (219 мужчин и 192 женщины), 42 числились безработными (20 мужчин и 22 женщины). Среди 181 трудоспособных неактивных граждан 50 были учениками либо студентами, 81 — пенсионерами, а ещё 50 — были неактивны в силу других причин.
На протяжении 2011 года в коммуне числилось 399 облагаемых налогом домохозяйств, в которых проживало 967 человек. При этом медиана доходов составила 19661 евро на одного налогоплательщика.

## Достопримечательности (фотогалерея)
- Церковь